# Mixomelia albapex
Mixomelia albapex là một loài bướm đêm trong họ Noctuidae.